# Трактир

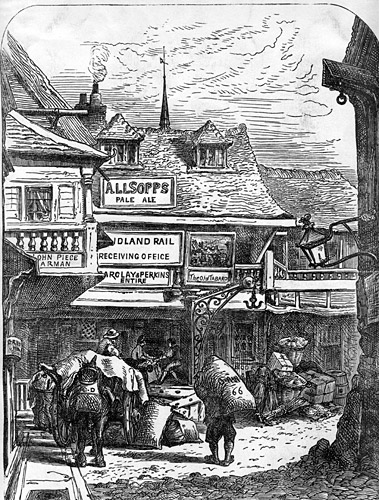
The Tabard Inn, Лондон, 1850

Тракти́р — застаріла назва готелю чи заїзду із шинком або рестораном, зазвичай невисокого класу. Трактир — слово російського походження, і використовувалося в дореволюційній Росії. Англійський варіант — «inn», французький — «auberge».
Такі готелі існували в усій Європі. Вони забезпечували не тільки харчування та проживання, а й стайні і корм для коней.
Придорожні готелі почали виникати, коли римляни побудували свою систему римських доріг дві тисячі років тому. Деякі трактири в Європі існують кілька століть. Крім забезпечення потреб мандрівників, готелі традиційно були місцями збору спільнот.
Функцію трактирів перейняли готелі, мотелі і хостели, таверни і бари. Вживається головним чином в маркетингових цілях, аби підкреслити оригінальність надаваних послуг (або місцями, які називалися так історично).

## Етимологія

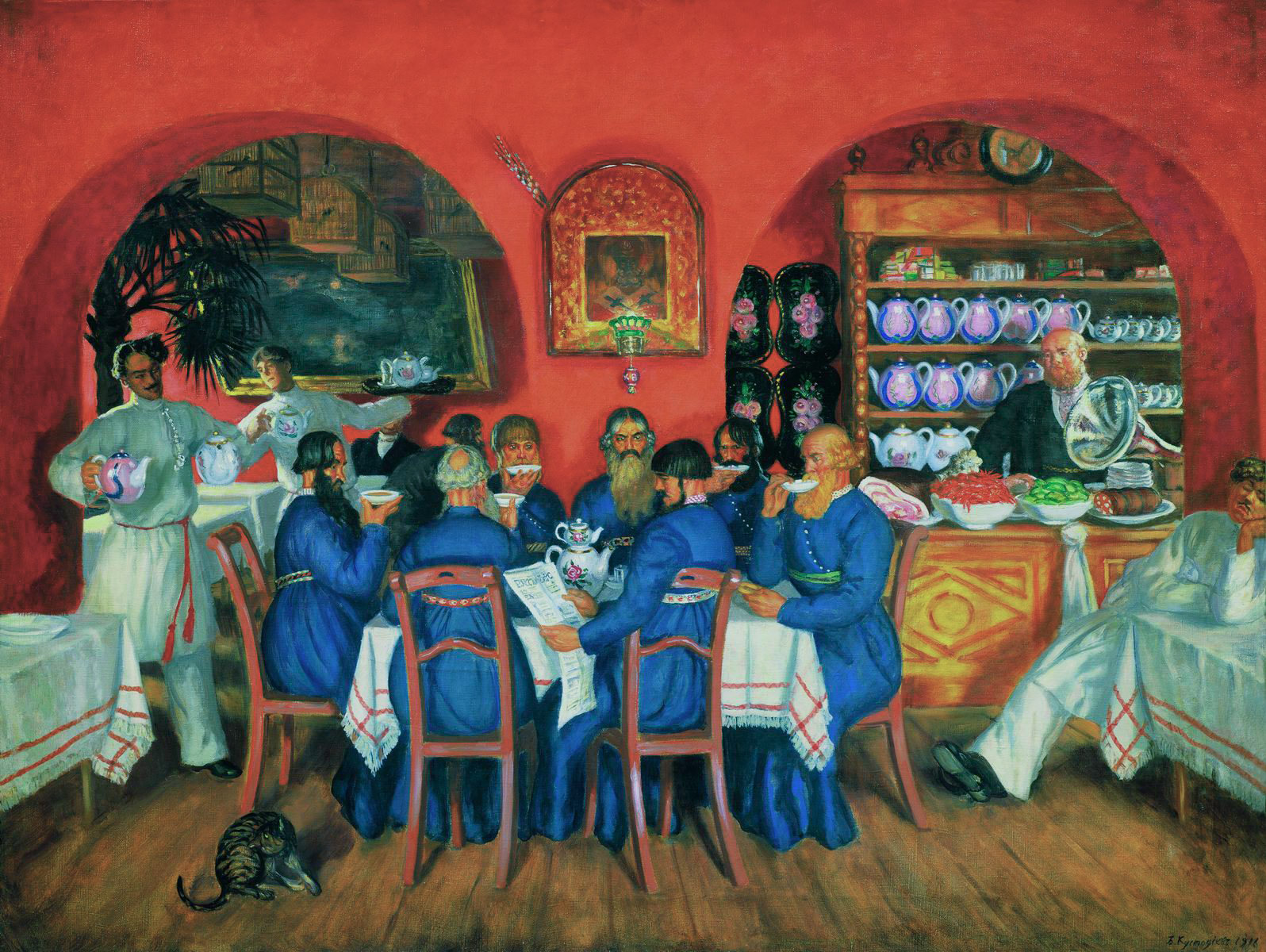
Московський трактир

Слово з'являється в російській мові за Петра I. Безпосереднім джерелом могли бути застарілі польські слова traktjer «трактирник», traktjernia «трактир». М. Фасмер зводить його до італійського trattoria (шинок, корчма). П. Я. Чорних не виключає походження від голландського слова trakteren — пригощати або німецького traktieren з тим же значенням. Як джерела називають також застаріле німецьке Traktierer (трактирник) і французьке traiteur (раніше також означало «трактирник»).
Народна етимологія пов'язувала термін зі словом «тракт». Трактири розташовувалися уздовж великих проїжджих доріг — трактів. Таке пояснення перекочувало в ряд літературних джерел.